# Economia da Maurícia
Desde a sua independência, em 1968, a economia de Maurício, até então uma economia de baixa renda baseada na agricultura, tornou-se uma economia diversificada com crescimento dos setores industriais, financeiros e turísticos. Para a maioria do período, o crescimento anual esteve na ordem de 5 a 6%. Esta realização notável foi refletida numa distribuição de renda mais justa, no aumento da expectativa de vida, no declínio da mortalidade infantil e em numa melhora da infra-estrutura do país.

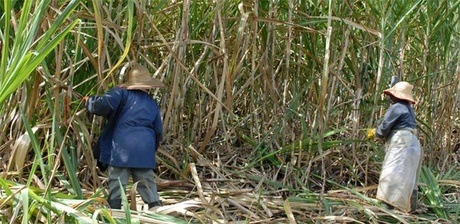
Cana-de-açúcar.

A plantação de cana-de-açúcar ocupa 90% da área de terra cultivada e corresponde a 25% do total de exportação. A estratégia do desenvolvimento do governo centra-se em expandir instituições financeiras locais e em construir um sistema de telecomunicações interna.
a exploração da Ilha, tanto no âmbito agrário como turístico, tem dependido diretamente das autoridades locais. É um país fundamentalmente dedicado à agricultura (especialmente ao cultivo da cana de açúcar), representando 60% do produto Interior Bruto. Perto de 50% da superfície da ilha está dedicado à agricultura. Outra fonte de benefícios é a exportação de chá aos países do sul da África, sem esquecer o cultivo do tabaco e das flores ornamentais. Porém, grande parte dos recursos são destinados à importação de outros produtos dos que carece a ilha, tais como o arroz ou a batata. A segunda indústria em importância é a indústria têxtil e graças à ter-se convertido na primeira zona franca do Oceano Índico, Maurício destaca-se pela importação, tratamento e exportação de produtos manufaturados. O turismo é outra das indústrias principais do país.